# Vysoká (kraj pardubicki)
Vysoká – miejscowość i gmina (obec) w Czechach, w kraju pardubickim, w powiecie Svitavy. W 2022 roku liczyła 38 mieszkańców.